# 財団債権
財団債権（ざいだんさいけん）とは、破産手続によらないで破産財団から随時弁済を受けることができる債権である（破産法第2条第7項）。財団債権を有する債権者を財団債権者という（破産法第2条第8項）。財団債権者に対する弁済は、他の破産債権者（いわゆる一般債権者など）に対する配当の前に行われる。

## 具体例
破産法5章（148条以下）が規定する。
- 破産管財人に対する報酬
- 破産債権者の共同の利益のために行われる裁判のための費用
- 破産財団の管理・換価・配当にかかる費用裁判上の費用の請求権
- 破産手続開始前に生じていた租税のうち、法定の一定限度
- 破産者の従業員（使用人）の給料等のうち、破産手続開始前3月間分
- 破産者の従業員が破産手続終了前に退職した場合の退職金（退職手当）のうち、退職前3月間の給料の総額に相当する額